# Volkswagen Auto 2000
El Volkswagen Auto 2000 fue presentado en el salón de Frankfurt de 1981 siendo un modelo prototipo desarrollado a partir de la plataforma del Volkswagen Golf modificada con un diseño fastback que tan solo pesaba 780 kilogramos con un largo de 4.010 milímetros, un ancho de 1.670 milímetros y un alto de 1.350 milímetros. 
El Volkswagen Passat B3 heredaría rasgos de diseño de su frontal.

## Motorización
El modelo fue tomando evoluciones mecánicas con otras motorizaciones ya que era como un modelo experimental.
La motorización inicial era diesel 1.2cc de 3 cilindros y 45 CV.  